# 冼志偉
冼志偉（Jimmy Sin Chi Wai，1967年9月13日—2002年7月22日），香港導演，前無線電視助理編導、亞洲電視編導、監製。

## 簡歷
冼志偉於1985年首次加入亞洲電視任職劇本統籌，1987年加入無綫電視做助理編導，並於1990年重返亞洲電視任職編導。1995年晉升監製，電視劇監製代表作有我和殭屍有個約會，97變色龍等。
1994年，導演電影《孽戀》與《正牌香蕉俱樂部》
2002年7月22日因肝癌及鼻咽癌去世，終年34歲。去世後在大圍寶福紀念館設靈，喪禮採用道教儀式，當日出殯，遺體運往葵涌火葬場火化。 

## 作品

### 無線電視
- 助理編導

1990年 我本善良 《戀愛快拍》

### 亞洲電視
- 劇本統籌

1985年 濟公
1985年 住家男人
1985年 三世人
1986年 滿堂紅
- 編導

1991年 發達智多星
1991年 再造繁榮
1991年 豪門
1992年 烈火雄風
1993年 銀狐
1993年 槍神
1993年 勝者為王III王者之戰
1994年 碧血青天珍珠旗
1994年 郎心如鐵（又名《失落真心》）
1995年 法外英雄
1995年 包青天
1996年 再見艷陽天
1997年 劍嘯江湖
1998年 流氓，律師
1999年 英雄之廣東十虎
- 監製

1996年 飄零燕
1997年 劍嘯江湖
1997年 97變色龍（與梁天聯合監製）
1998年 我來自廣州（與蕭笙聯合監製）
1999年 我和殭屍有個約會（與梁天聯合監製）
1999年 南海十三郎（與鄭偉文聯合監製）
2000年 我和殭屍有個約會II
2001年 濟公傳奇（外判劇）
2002 年 英雄 （陸劇）

### 電影
1995年 孽戀
1996年 正牌香蕉俱樂部
1997年 夜半2點鐘

## 外部連結
- 香港導演大全-冼志偉（页面存档备份，存于）